# 拉浪水库
拉浪水库，位于中国广西壮族自治区河池市金城江区和宜州市之间，是龙江中游的一座大（2）型水库，1966年动工，1971年蓄水发电，1974年竣工。水库面积8.05平方千米。水库大坝位于宜州市德胜镇弄相村和龙头乡董里村（原属拉浪乡）之间，为浆砌石重力坝，坝高40.9米，总长333米。水库具有日调节功能，以发电为主。电站装机容量51兆瓦，年发电量2.41亿千瓦时。